# Селскостопански инвентар
Селскостопанският инвентар е съвкупност от инструменти, сечива или машини, използвани в помощ на някакво производството в земеделието. Предназначението му в селското стопанство е за обработка на селскостопански площи, овощни градини, лозови масиви и др., като с него се извършват всички дейности по обработка на почвата, сеитба, прибиране и съхраняване на реколтата. За придвижването на инвентара и неговото използване по предназначение се използват предимно трактори.

## Видове
- Плуг
- Сеялка
- Чизел
- Балираща машина
- Сламопреса
- Ремарке
- Косачка